# Polders tussen Hulst en Appelzak
De Polders tussen Hulst en Appelzak zijn een complex van polders, gelegen in de Nederlandse provincie Zeeland, dat zich bevindt ten westen en noorden van Hulst en waarvan het zuidelijk deel zich in de gemeente Hulst en het noordelijk deel zich in de gemeente Terneuzen bevindt.
Het betreft herdijkingen van één of meermalen ondergelopen oudere polders, en ook de indijkingen van delen van het Hellegat.
De volgende polders behoren tot dit complex:
- Absdalepolder
- Riet- en Wulfsdijkpolder
- Catharinapolder
- Willem III polder
- Van Lyndenpolder
- Hellegatpolder